# مروان رجب
مروان رجب (انگلیسی: Marwan Ragab؛ زادهٔ ۳ اوت ۱۹۷۴) بازیکن هندبال اهل مصر بود.